# Cyril Ramond
Pour les articles homonymes, voir Ramond.
Cyril Ramond est un footballeur français, né le 12 février 1980 à Romans-sur-Isère. Il jouait au poste d'arrière gauche.

## Biographie
Après des débuts à l'ASOA Valence avec qui il devient international espoirs, il signe en 2000 au Montpellier HSC. Il ne parvient pas à s'imposer dans ce club et après un prêt à l'AS Nancy-Lorraine, il s'engage en 2004 au Stade brestois où il évolue une saison.
Il rejoint alors la Belgique et le club du Saint-Trond VV pour une saison avant de revenir dans sa région d'origine au FC Rhône Vallées en CFA2. Il évolue de 2007 à 2013 au Rodez AF,. Il retourne ensuite au FC Rhône Vallées.